# USS Siboney (ID-2999)
Pour les autres navires du même nom, voir USS Siboney.
L’USS Siboney est un navire transport de troupes américain pendant la Première Guerre mondiale et la Seconde Guerre mondiale.
En tant que moyen de transport pendant la Première Guerre mondiale, le Siboney effectue 17 voyages transatlantiques pour la marine transportant des troupes à destination et en provenance de l'Europe, et a le temps d'exécution moyen au port le plus court de tous les transports de la marine.
Après la fin de son service pendant la Première Guerre mondiale, le Siboney est rendu à la Ward Line et placé dans le service transatlantique New York-Cuba-Espagne. Après un échouage en Espagne en 1920 et la réparation des graves dommages, il fait seulement le trajet New York-Cuba.
Lors de la Seconde Guerre mondiale, fin 1940, il est affrété par American Export Lines pour rapatrier les Américains fuyant l'Europe, effectuant sept allers-retours de Jersey City à Lisbonne. Après l'engagement des États-Unis, le Siboney est réquisitionné par la War Shipping Administration et affecté au département de la Guerre en tant que transport de l'armée américaine. Il effectué plusieurs voyages transatlantiques et fait escale dans des ports d'Afrique, du Moyen-Orient, du Canada, des Caraïbes et du Royaume-Uni. Lors d'une révision en 1944, le navire est sélectionné pour être converti en navire-hôpital. Rebaptisé USAHS Charles A. Stafford en l'honneur d'un médecin de l'armée américaine tué au combat en Australie, le navire sert sur les théâtres européen et pacifique. Après la fin de son service militaire, le navire est désarmé dans la flotte de réserve de la Défense nationale en février 1948 et vendu pour démolition en 1957.

## Première Guerre mondiale
Le navire est lancé le 15 août 1917 sous le nom de SS Oriente. Il un navire combinant cargo et passagers construit par William Cramp and Sons, Philadelphie, pour la Ward Line. Au milieu de 1917, l'United States Shipping Board (USSB) réquisitionne et reçoit les titres de propriété de tous les projets privés de construction navale en cours, y compris l’Oriente, encore inachevé, et son sister-ship, le SS Orizaba qui deviendra l'USS Orizaba. Le navire est rebaptisé le Siboney le 28 février 1918 pour rendre hommage à Siboney (Cuba), lieu de débarquement de la marine américaine lors de la guerre hispano-américaine. Il est livré à la marine le 8 avril et mis en service le même jour.
Le Siboney quitte Philadelphie le 16 avril en tant qu'unité de la Cruiser and Transport Force, et est arrivée à Newport News (Virginie) deux jours plus tard pour embarquer son premier contingent de troupes. Il quitte Hampton Roads le 23 avril et rejoint son premier convoi le lendemain. Le 25 avril, son gouvernail se bloque ; dans la confusion, les transports Aeolus et Huron entrent en collision et retournent à New York. Le 4 mai, le convoi est rejoint par l'escorte de zone de guerre composée de huit destroyers et, le 6 mai, le Siboney arrive à Brest. Il repart après le débarquement le lendemain et arrive à Hoboken (New Jersey), le 15 mai.
Le Siboney embarque son deuxième contingent de troupes à Lambert's Point, en Virginie, le 25 mai et part le lendemain. La section new-yorkaise du convoi la rejoint deux jours plus tard et les navires entrent dans la zone de guerre le 6 juin. Dans les eaux françaises, ils sont accueillis par l'USS Corsair, un escadron de dragueurs de mines, un dirigeable américain et deux hydravions français. Le Siboney arrive à Bordeaux le 8 juin et repart le lendemain mais reste ancré à l'embouchure de la Gironde jusqu'au 13 juin, en attendant le pétrolier Woonsocket. Le 15 juin, le convoi dépasse six canots de sauvetage vides du transport torpillé USS President Lincoln. Le Siboney entre dans la zone de guerre américaine le 20 juin et sauve le lendemain les survivants du navire de troupes britannique Dwinsk, torpillé trois jours plus tôt. Le transport arrive à New York le 22 juin et jette l'ancre dans la North River.
Le Siboney part pour la France le 30 juin ; après avoir livré ses troupes à Brest le 12 juillet, il rentre à New York le 25 juillet. Il repart le 31 juillet. Avant d'arriver à Brest le 12 août, il doit manœuvrer à plusieurs reprises pour éviter d'éventuels contacts sous-marins. Il arrive à New York le 22 août et bénéficie d'une période de réparation de deux semaines.
Le 4 septembre, le Siboney part de New York pour sa cinquième traversée et arrive à Saint-Nazaire neuf jours plus tard. Le 15 septembre, il embarque un certain nombre de soldats blessés et quitte Saint-Nazaire le même jour, mais, en raison de la forte activité sous-marine, il reste au mouillage pendant plusieurs jours avant le départ de son convoi. Il arrive le 29 septembre à New York. Lors de sa sixième traversée vers l'est, entre le 6 et le 15 octobre, une épidémie de grippe éclate, tuant plusieurs soldats. Parti de Brest le 16 octobre, le transport revient à New York le 24 octobre.
Le Siboney avait déjà embarqué des troupes pour son prochain voyage lorsque, le 3 novembre, on lui ordonna de les débarquer. Il navigue le lendemain avec un général de brigade de l'armée et son état-major, ainsi qu'un contingent naval de 500 hommes. Il arrive à Saint-Nazaire le 12 novembre, peu après l'annonce de l'armistice, et est accueillie par une foule enthousiaste. Après avoir embarqué 513 blessés à Saint-Nazaire, il s'installe le 15 à Brest et embarque 600 passagers supplémentaires. Il part le même jour sous escorte et atteint New York le 24 novembre.
Au cours des dix mois suivants, le Siboney effectue dix autres allers-retours entre les États-Unis et la France, ramenant plus de 3 000 soldats par voyage à pleine charge. Lors d'un de ces voyages de retour en août 1919, le Siboney ramène l'amiral Henry T. Mayo et le membre du Congrès Thomas S. Butler chez eux depuis la France.
Le Siboney revient à New York le 2 septembre à la fin de son 17e voyage, après avoir parcouru plus de 115 000 milles marins (212 980 km) et transporté environ 55 000 passagers militaires vers et depuis les ports français. Selon le Département des statistiques de la marine américaine, le Siboney eut le temps d'exécution moyen au port le plus court parmi les 37 navires de transport de la marine américaine utilisés pendant la Première Guerre mondiale. Le navire effectua 17 allers-retours et eut un temps d'exécution moyen d'un peu moins de 30 jours par voyage, soit près de dix jours de moins que la moyenne de 39,8 jours.
Le 10 septembre à Hoboken, le Siboney est mis hors service et remis au département de la Guerre, qui rend le navire à la Ward Line, son propriétaire d'origine.

## Entre-deux-guerres
la Ward Line place le SS Siboney en service transatlantique sur une route de New York à La Havane, Tenerife, Bilbao, Santander et Vigo. Le 9 septembre 1920, le navire s'échoue dans le port de Vigo. Les premiers efforts pour le renflouer échouent, mais fin octobre, le Siboney est suffisamment réparé pour atteindre South Shields. Malgré des dommages considérables, le Siboney est réparé et remis en service et, en mars 1921, la Ward Line annonce à son bord le transport vers l'Espagne via La Havane. La Ward Line, cependant, abandonne le service New York-Cuba-Espagne plus tard en 1921 en raison d'un manque de passagers.
En novembre 1921, le Siboney est placé sur le service New York-Cuba-Mexique, ligne plus prospère, en partie à cause de la Prohibition aux États-Unis. Le 27 juin 1922, le Siboney, fraîchement revenu de La Havane avec un chargement d'ananas, est perquisitionné par des inspecteurs du service des douanes des États-Unis qui saisissent à bord 300 bouteilles d'alcool de contrebande. En décembre 1923, quatre ouvriers de la chaufferie sont arrêtés lorsque la police se méfie d'un homme qui venait apparemment de livrer une réserve d'alcool au navire à quai.
Le Siboney subit une rénovation majeure en 1924, au cours de laquelle il est remplacé sur ses routes par le SS Yucatán, anciennement le navire de la Norddeutscher Lloyd Prinz Waldemar. Après avoir repris le service pour la Ward Line, le Siboney est le premier à relayer des messages de Miami sur la gravité de l'ouragan lorsqu'il y passe peu de temps après le passage de la tempête en septembre 1926.
Le 18 février 1928, le Siboney percute et coule la barge à charbon Seneca lors d'une tempête de neige. La malchance continue pour le Siboney le 5 janvier 1929, lorsqu'il percute et coule le remorqueur Phillip Hoffman de la Bauer Towing Company face à The Battery (Manhattan), tuant l'ingénieur du remorqueur.
Le Siboney continue les mêmes itinéraires dans les années 1930. En 1933, les trajets typiques pour le Siboney vont de New York à La Havane, Progreso et Veracruz et retour, en omettant Progreso au retour. En 1935, plusieurs désastres de relations publiques pour la Ward Line (l'incendie et le naufrage du Morro Castle au large du New Jersey en 1934 et l'échouement de Havana et le naufrage du Mohawk) provoquent l'abandon du nom Ward Line en faveur du surnom de Cuba Mail Line. En 1939, Siboney, toujours sur la route New York-Cuba-Mexique, arbore une nouvelle peinture de coque gris tourterelle et des cheminées noires avec des marques blanches pour refléter ce changement de nom. Fin 1940, cependant, la Cuba Mail Line, en difficulté, cède le Siboney à American Export Lines qui l'emploie sur le service Jersey City-Lisbonne.
Le 12 avril 1941, à 13 h 30, à 320 milles marins (592,64 km) de Lisbonne, le navire, peint avec un grand drapeau américain et les lettres "American Export" sur chaque côté, est accosté par deux chasseurs de sous-marins arborant des enseignes britanniques qui tirent des coups de feu sur la proue du Siboney, dont l'un atterrit à moins de 30 m du navire. Selon le capitaine du Siboney, Wenzel Habel, les deux navires étaient des types de corvettes britanniques marqués « K-25 » et « K-125 », qui pourraient être des corvettes de classe Flower HMS Azalea (K25) et HMCS Kenogami (K125). Après avoir répondu aux questions du K-25 criées par haut-parleur, le Siboney est autorisé à reprendre son cours. Habel dépose une protestation auprès des autorités britanniques lorsque le Siboney accoste aux Bermudes.

## Seconde Guerre mondiale

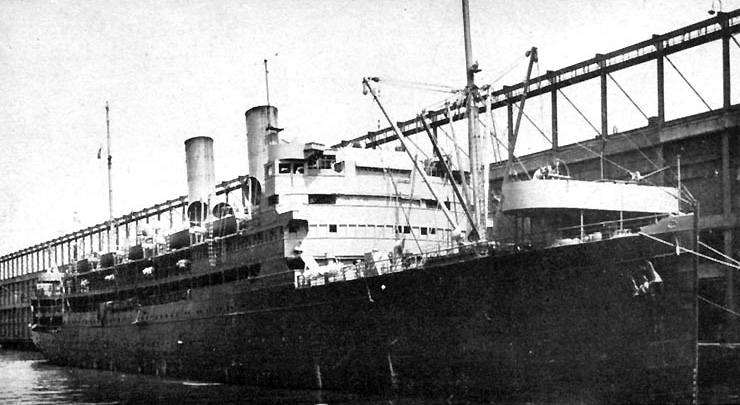
L'USAT Siboney

À la fin de son septième et dernier voyage pour American Export, le Siboney est placé sous affrètement à temps pour servir de transport militaire. Après un équipement précipité, l'USAT Siboney réaménagé est mis au travail pour transporter des troupes. Basé à New York, il effectue des voyages le long de l'Atlantique et dans les Caraïbes et, fin 1941, fait escale aux Bermudes, San Juan, Trinidad, Saint-Jean de Terre-Neuve, Charleston, Newport News, Cristóbal, la Jamaïque et le Panama.
En décembre 1941, le Siboney part de New York pour Trinidad et Le Cap, puis remonte la côte est de l'Afrique jusqu'à Bassorah, en Irak, et Bandar Shahpur, en Iran. Le navire retourne au Cap via Aden et y subit des réparations de routine de sa chaudière, avant de retourner à New York en avril 1942. Après avoir subi six semaines de réparations à la Bethlehem Steel Company, le transport navigur vers Halifax, en Islande, et la Clyde, en Écosse, fin mai, pour revenir à New York en juillet. Un autre voyage aller-retour en Angleterre suit en septembre 1942.
Le 1er juillet 1942, le navire est acquis par la War Shipping Administration (WSA) dans le cadre d'une charte coque nue convertissant l'affrètement à temps de l'armée en une charte sous coque nue. Le 9 août 1943, la WSA achète le navire et l'affrètement coque nue de l'armée se poursuit.
Début décembre 1942, le Siboney part pour Terre-Neuve, mais s'arrête à Halifax pour deux mois de cale sèche et de réparations après sa collision avec le SS City of Kimberly. De retour à New York en février 1943, il effectue plusieurs traversées transatlantiques, faisant escale à Casablanca, Oran, Gibraltar, Clyde, Durban, Rio de Janeiro, Trinidad et Cuba au cours des 11 mois suivants. Le Siboney retourne à New York pour des réparations majeures et un rebouillage chez Bethlehem Steel Co. En janvier 1944, alors qu'il effectue ces travaux, le navire est sélectionné pour être converti en navire-hôpital.

L'USAHS Charles A. Stafford

Le navire est rebaptisé USAHS Charles A. Stafford en l'honneur du capitaine Charles A. Stafford du corps médical de l'armée américaine, tué lors de l'attaque sur Broome, en Australie occidentale, alors qu'il participait à l'évacuation de Java le 3 mars 1942. Avec sa conversion achevé en septembre 1944, le Stafford, équipé de nouvelles chaudières, d'une seule cheminée au lieu de ses deux d'origine et d'autres améliorations, déménage vers son nouveau port d'attache de Charleston. À partir de ce port, le navire effectue des voyages mensuels vers  et retour du Royaume-Uni jusqu'en mai 1945, n'interrompant le trajet qu'une seule fois pour un voyage à Gibraltar et à Marseille. En route vers New York à la fin de sa dernière traversée transatlantique, le Charles A. Stafford est révisé pour servir dans le Pacifique Sud.
Une fois les modifications terminées, le navire, désormais basé à Los Angeles, navigue en août 1945 pour Cristobál et ensuite vers Honolulu, Manille, Biak, Leyte et Mindoro. Après son retour à Los Angeles en octobre, le Stafford va à Honolulu, Manille et Eniwetok et revient.
Après avoir navigué vers son nouveau port d'attache de New York via le canal de Panama en février 1946, le Charles A. Stafford reprend ses courses dans l'Atlantique Nord vers le Royaume-Uni. Le 30 août 1946, l'armée transféra le navire à la Commission maritime. Le 16 février 1948, le navire est placé dans la flotte de réserve de James River. Gardé en réserve sous le nom de Siboney, le navire est vendu par l'Administration maritime le 2 janvier 1957 pour 286 125 $ à Bethlehem Steel pour démolition.